# Impasto (cerámica)

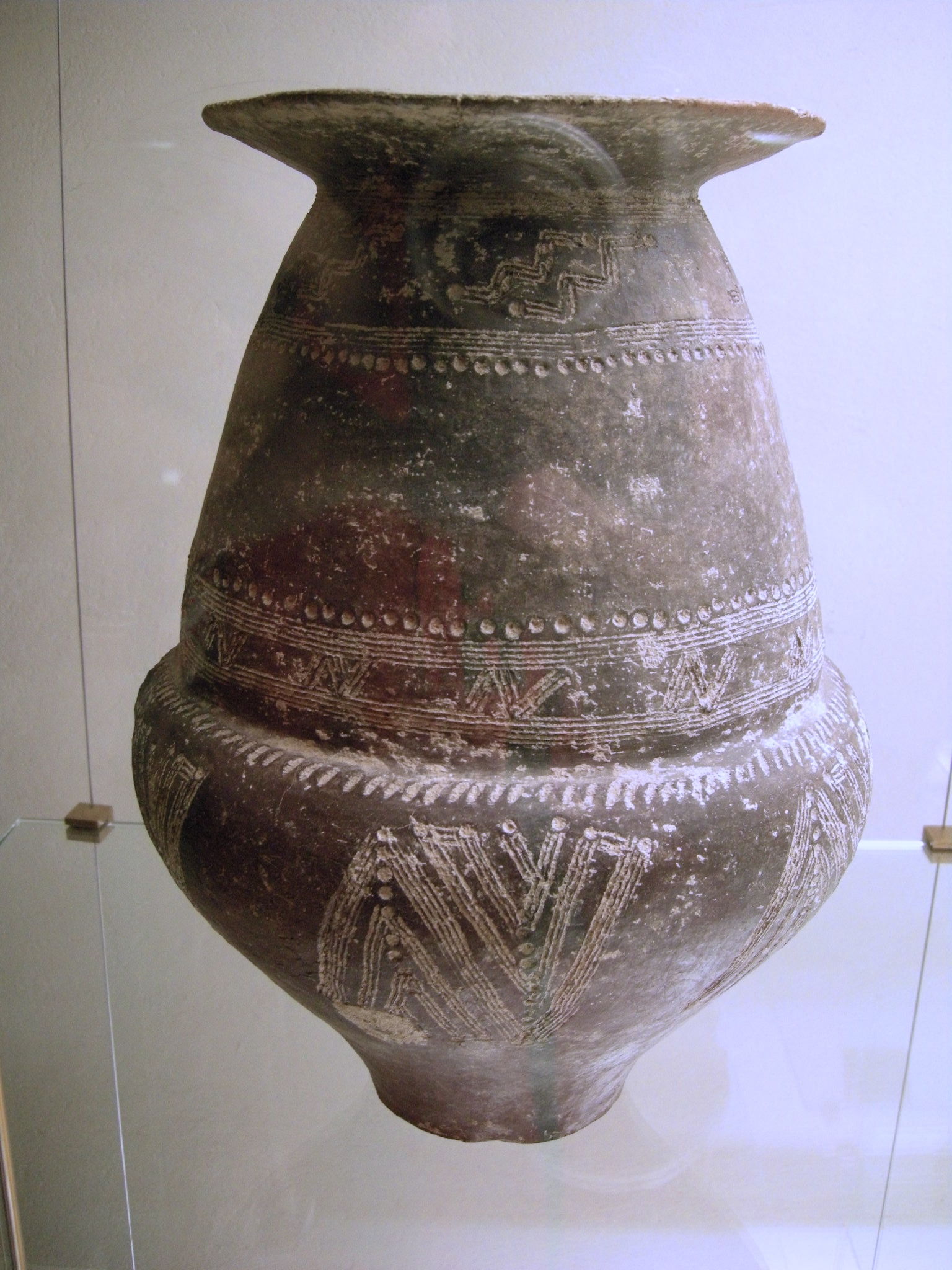
Urna hallada en Tarquinia. (VII a IX aC).

El impasto es un tipo de cerámica etrusca cuya arcilla contiene algo de mica o piedras.
Algunos autores definen el impasto como técnica de alfarería que trabaja los vasos a mano (característica de la Edad del Hierro), que utiliza arcillas impuras con cierto contenido de sílice. En otros estudios aparece definido como un tipo de cerámica bruñida normalmente hecha a torno y decorada con relieves o impresiones. Aunque las superficies estaban pulidas o bruñidas, el material con que se fabricaban estaba pobremente depurado. Este tipo de cerámica puede tener decoración geométrica y variar de tonalidad.

## Tipos de impastos
Las cerámicas llamadas impastos pueden ser subdivididas en función del color:
- Impasto rojo: muy pobremente trabajados, con muchas impurezas (fundamentalmente mica y arena). Las superficies varían entre distintas tonalidades rojas.
- Impasto marrón: con muchas impurezas, y en tonalidades marrones.
- Impasto gris: con muchas impurezas y en tonalidades grises.

Una segunda clasificación, por el tratamiento, los divide en pulidos y no pulidos.